# Le Baile
Le Baile é o segundo EP da cantora brasileira Bianca Costa lançado em 2 de dezembro de 2022. O projeto, que possui uma grande influência das raízes brasileiras, portuguesas e francesas da artista, trouxe ela para os palcos franceses. No verão de 2022, fez uma turnê pelos festivais da França. Costa também apoiou a artista musical belga Angèle em várias ocasiões, incluindo em uma data na Paris La Défense Arena diante de 40.000 pessoas.
Para promoção de seu EP, Costa lançou o videoclipe da canção "Cinderela", com participação do rapper francês Soso Maness e o cantor brasileiro MC Pedrinho, em 20 de dezembro de 2022. Na faixa, os três artistas fazem uma releitura do hit "Samba de Janeiro", do grupo alemão Bellini, mas agora com uma melodia que mescla a música eletrônica e o rap.
O EP contará com a apresentação de Costa na casa de shows La Cigale, em Paris, em 14 de dezembro de 2023.

## Lista de faixas
| Edição padrão  |                                               |                                                                        |                    |         |  |
| N.º            | Título                                        | Compositor(es)                                                         | Produtor(es)       | Duração |  |
| 1.             | "Seleção"                                     | Bianca Costa Danyl Boudali                                             | Danyl Julio Masidi | 2:06    |  |
| 2.             | "Pegador" (com Joyca)                         | Costa Danyl Masidi Joyca                                               | Joyca Masidi       | 2:33    |  |
| 3.             | "A2"                                          | Costa Danyl                                                            | Danyl Masidi       | 2:16    |  |
| 4.             | "Cinderela" (part. Soso Maness e MC Pedrinho) | Costa Danyl Masidi Jordan Houyez MC Pedrinho Soso Maness Airto Moreira | Masidi Jordan      | 2:57    |  |
| 5.             | "Le Carré"                                    | Costa Danyl                                                            | Danyl Masidi       | 2:13    |  |
| 6.             | "Ounana"                                      | Costa Danyl Masidi Jordan Houyez                                       | Masidi Jordan      | 2:31    |  |
| 7.             | "Saudades"                                    | Costa Danyl                                                            | Danyl Masidi       | 1:53    |  |
| Duração total: | Duração total:                                | Duração total:                                                         | Duração total:     | 16:31   |  |